# WTA-toernooi van Limoges
Het WTA-toernooi van Limoges is een jaarlijks terugkerend tennistoernooi voor vrouwen dat wordt georganiseerd in de Franse stad Limoges. De officiële naam van het toernooi was in 2014 Open GDF Suez de Limoges, maar veranderde in 2015 naar Engie Open en in 2019 naar Open BLS de Limoges. Er wordt gespeeld op hardcourt-binnenbanen.
In de jaren 2007 tot en met 2013 vond hier een ITF-toernooi plaats. Sinds 2014 organiseert de WTA het toernooi, dat in de categorie "Challenger" / WTA 125 valt.

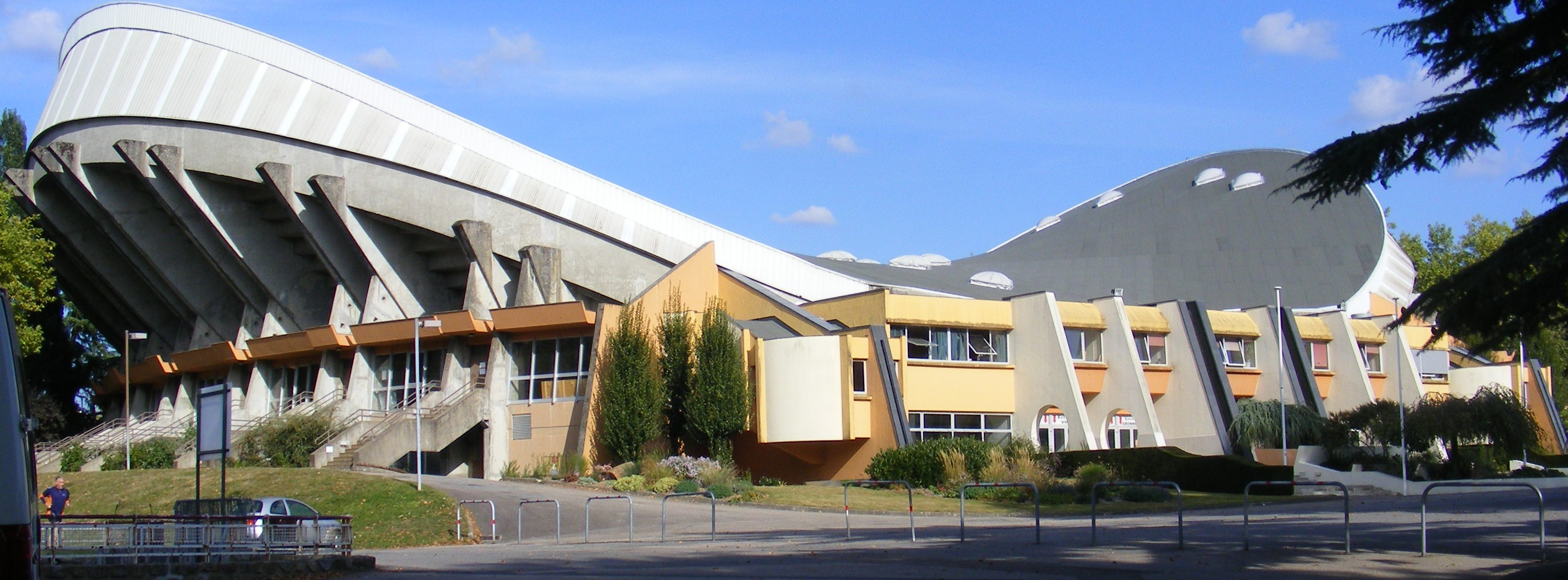
Palais des Sports de Beaublanc

## Meervoudig winnaressen enkelspel
| speelster               | aantal titels | in de jaren      |
| ----------------------- | ------------- | ---------------- |
| Jekaterina Aleksandrova | 3             | 2016, 2018, 2019 |

## Enkel- en dubbelspeltitel in één jaar
| speelster      | in het jaar |
| -------------- | ----------- |
| Cristina Bucșa | 2023        |

## Finales

### Enkelspel
| Datum      | Naam                                | Cat.                                | ($)                                 | Ondergrond                          | Winnares                            | Verliezend finaliste                | Uitslag                             |                                     |
| ---------- | ----------------------------------- | ----------------------------------- | ----------------------------------- | ----------------------------------- | ----------------------------------- | ----------------------------------- | ----------------------------------- | ----------------------------------- |
| 2014-11-03 | Open GDF Suez                       | Challenger                          | 125.000                             | hardcourt, binnen                   | Tereza Smitková                     | Kristina Mladenovic                 | 7-6, 7-5                            | details                             |
| 2015-11-09 | Engie Open                          | Challenger                          | 125.000                             | hardcourt, binnen                   | Caroline Garcia                     | Louisa Chirico                      | 6-1, 6-3                            | details                             |
| 2016-11-14 | Engie Open                          | Challenger                          | 125.000                             | hardcourt, binnen                   | Jekaterina Aleksandrova             | Caroline Garcia                     | 6-4, 6-0                            | details                             |
| 2017-11-06 | Engie Open                          | Challenger                          | 125.000                             | hardcourt, binnen                   | Monica Niculescu                    | Antonia Lottner                     | 6-4, 6-2                            | details                             |
| 2018-11-05 | Engie Open                          | Challenger                          | 125.000                             | hardcourt, binnen                   | Jekaterina Aleksandrova             | Jevgenia Rodina                     | 6-2, 6-2                            | details                             |
| 2019-12-16 | Open BLS de Limoges                 | Challenger                          | 125.000                             | hardcourt, binnen                   | Jekaterina Aleksandrova             | Aljaksandra Sasnovitsj              | 6-1, 6-3                            | details                             |
| 2020       | geen toernooi wegens coronapandemie | geen toernooi wegens coronapandemie | geen toernooi wegens coronapandemie | geen toernooi wegens coronapandemie | geen toernooi wegens coronapandemie | geen toernooi wegens coronapandemie | geen toernooi wegens coronapandemie | geen toernooi wegens coronapandemie |
| 2021-12-13 | Open BLS de Limoges                 | WTA 125                             | 115.000                             | hardcourt, binnen                   | Alison Van Uytvanck                 | Ana Bogdan                          | 6-2, 7-5                            | details                             |
| 2022-12-11 | Open BLS de Limoges                 | WTA 125                             | 115.000                             | hardcourt, binnen                   | Anhelina Kalinina                   | Clara Tauson                        | 6-3, 5-7, 6-4                       | details                             |
| 2023-12-11 | Open BLS de Limoges                 | WTA 125                             | 115.000                             | hardcourt, binnen                   | Cristina Bucșa                      | Elsa Jacquemot                      | 2-6, 6-1, 6-2                       | details                             |
| 2024-12-09 | Open BLS de Limoges                 | WTA 125                             | 115.000                             | hardcourt, binnen                   | Viktorija Golubic                   | Céline Naef                         | 7-5, 6-4                            | details                             |

### Dubbelspel
| Datum      | Naam                                | Cat.                                | ($)                                 | Ondergrond                          | Winnaressen                               | Verliezend finalistes                       | Uitslag                             |                                     |
| ---------- | ----------------------------------- | ----------------------------------- | ----------------------------------- | ----------------------------------- | ----------------------------------------- | ------------------------------------------- | ----------------------------------- | ----------------------------------- |
| 2014-11-03 | Open GDF Suez                       | Challenger                          | 125.000                             | hardcourt, binnen                   | Kateřina Siniaková Renata Voráčová        | Tímea Babos Kristina Mladenovic             | 2-6, 6-2, [10-5]                    | details                             |
| 2015-11-09 | Engie Open                          | Challenger                          | 125.000                             | hardcourt, binnen                   | Barbora Krejčíková Mandy Minella          | Margarita Gasparjan Oksana Kalasjnikova     | 1-6, 7-5, [10-6]                    | details                             |
| 2016-11-14 | Engie Open                          | Challenger                          | 125.000                             | hardcourt, binnen                   | Elise Mertens Mandy Minella               | Anna Smith Renata Voráčová                  | 6-4, 6-4                            | details                             |
| 2017-11-06 | Engie Open                          | Challenger                          | 125.000                             | hardcourt, binnen                   | Valerija Savinych Maryna Zanevska         | Chloé Paquet Pauline Parmentier             | 6-0, 6-2                            | details                             |
| 2018-11-05 | Engie Open                          | Challenger                          | 125.000                             | hardcourt, binnen                   | Veronika Koedermetova Galina Voskobojeva  | Timea Bacsinszky Vera Zvonarjova            | 7-5, 6-4                            | details                             |
| 2019-12-16 | Open BLS de Limoges                 | Challenger                          | 125.000                             | hardcourt, binnen                   | Georgina García Pérez Sara Sorribes Tormo | Jekaterina Aleksandrova Oksana Kalasjnikova | 6-2, 7-6                            | details                             |
| 2020       | geen toernooi wegens coronapandemie | geen toernooi wegens coronapandemie | geen toernooi wegens coronapandemie | geen toernooi wegens coronapandemie | geen toernooi wegens coronapandemie       | geen toernooi wegens coronapandemie         | geen toernooi wegens coronapandemie | geen toernooi wegens coronapandemie |
| 2021-12-13 | Open BLS de Limoges                 | WTA 125                             | 115.000                             | hardcourt, binnen                   | Monica Niculescu Vera Zvonarjova          | Estelle Cascino Jessika Ponchet             | 6-4, 6-4                            | details                             |
| 2022-12-11 | Open BLS de Limoges                 | WTA 125                             | 115.000                             | hardcourt, binnen                   | Oksana Kalasjnikova Marta Kostjoek        | Alicia Barnett Olivia Nicholls              | 7-5, 6-1                            | details                             |
| 2023-12-11 | Open BLS de Limoges                 | WTA 125                             | 115.000                             | hardcourt, binnen                   | Cristina Bucșa Jana Sizikova              | Oksana Kalasjnikova Maia Lumsden            | 6-4, 6-1                            | details                             |
| 2024-12-09 | Open BLS de Limoges                 | WTA 125                             | 115.000                             | hardcourt, binnen                   | Elsa Jacquemot Margaux Rouvroy            | Erika Andrejeva Séléna Janicijevic          | 6-4, 6-3                            | details                             |